# Notiο dasiko sumplegma Έvrou
Notiο dasiko sumplegma Έvrou este o arie protejată (arie de protecție specială avifaunistică — SPA) din Grecia întinsă pe o suprafață de 29.785,13 ha, integral pe uscat.

## Localizare
Centrul sitului Notiο dasiko sumplegma Έvrou este situat la coordonatele 40°55′10″N 26°01′58″E / 40.919326°N 26.032907°E.

## Înființare
Situl Notiο dasiko sumplegma Έvrou a fost declarat arie de protecție specială avifaunistică în octombrie 2002 pentru a proteja 50 de specii de animale.

## Biodiversitate
Situată în ecoregiunea mediteraneană, aria protejată nu include niciun habitat protejat.
La baza desemnării sitului se află mai multe specii protejate de  păsări (50): uliu cu picioare scurte (Accipiter brevipes), ciocârlie-de-câmp (Alauda arvensis), pescăruș albastru (Alcedo atthis), fâsă-de-câmp (Anthus campestris), lăstunul mare (Apus apus), ciuf de câmp (Asio flammeus), buha (Bubo bubo), șorecarul comun (Buteo buteo), ciocârlie-cu-degete-scurte (Calandrella brachydactyla), caprimulg (Caprimulgus europaeus), șerpar (Circaetus gallicus), erete vânăt (Circus cyaneus), erete alb (Circus macrourus), acvilă țipătoare (Clanga clanga), prepeliță (Coturnix coturnix), cristeiul de câmp (Crex crex), cuc (Cuculus canorus), lăstun de casă (Delichon urbicum), ciocănitoare de grădină (Dendrocopos syriacus), ciocănitoare neagră (Dryocopus martius), egretă mică (Egretta garzetta), Emberiza caesia, presură de grădină (Emberiza hortulana), șoim de iarnă (Falco columbarius), Falco eleonorae, șoim călător (Falco peregrinus), vânturel de seară (Falco vespertinus), muscar-gulerat (Ficedula albicollis), muscar (Ficedula parva), Ficedula semitorquata, Hippolais olivetorum, rândunică (Hirundo rustica), capîntortură (Jynx torquilla), sfrâncioc roșiatic (Lanius collurio), sfrânciocul cu frunte neagră (Lanius minor), Lanius nubicus, ciocârlie de pădure (Lullula arborea), prigoare (Merops apiaster), gaia roșie (Milvus milvus), codobatura galbenă (Motacilla flava), grangur (Oriolus oriolus), vultur pescar (Pandion haliaetus), vrabie negricioasă (Passer hispaniolensis), viespar (Pernis apivorus), ciocănitoare verzuie (Picus canus), lăstun de mal (Riparia riparia), turturică (Streptopelia turtur), silvie porumbacă (Sylvia nisoria), Tachymarptis melba, mierlă gulerată (Turdus torquatus).
Pe lângă speciile protejate, pe teritoriul sitului au mai fost identificate 3 specii de păsări.